# Ре-ди-Рома (станция метро)
Ре-ди-Рома — станция линии А римского метрополитена. Открыта в 1980 году.

## Окрестности
Вблизи станции расположены:
- Пьяцца Тусколо
- Виа Тусколана

## Наземный транспорт
Автобусы: 590, 649, 671.